# Lussas
Lussas  ist eine Gemeinde mit 1142 Einwohnern (Stand 1. Januar 2022) im Département Ardèche im Süden Frankreichs. Die Gemeinde erstreckt sich über eine Fläche von knapp 16 km² und liegt auf einer Höhe von 199 bis 632 m.

## Geographie
Das Dorf liegt am Rande der Hochebene des Lava- und Basaltplateaus von Coiron. Der Fluss Auzon fließt durch das Gebiet der Gemeinde. Die nächstgrößere Stadt ist Aubenas in 12 Kilometern Richtung Südwesten.

## Sehenswürdigkeiten
Die gallo-römische Siedlung Jastres-Nord liegt auf dem Territorium von Lussas.